# F. B. Meyer
Frederick Brotherton Meyer (Londres, 8 de abril de 1847 - 28 de março de 1929), também conhecido como F.B. Meyer, foi um pastor batista e evangelista inglês que atuou em ministérios e missões evangelísticas em ambos os lados do Atlântico. Autor de numerosos livros e artigos religiosos, muitos dos quais permanecem sendo impressos até os dias de hoje.

## Vida e obra
Frederick Meyer nasceu em Londres. Ele estudou no Brighton College e se formou na Universidade de Londres, em 1869. Estudou Teologia no College Park Regent. 
Meyer fez parte do Movimento Higher Life e fazia pregações na Convenção de Keswick. Ele era conhecido como um cruzado contra a imoralidade. Pregou contra a embriaguez e a prostituição, ocasionando o fechamento de centenas de bares e bordéis. 
Enquanto em York no início dos anos 1870, Meyer conheceu o evangelista americano Dwight L. Moody, a quem apresentou a outras capelas, igrejas e ministros na Inglaterra, e foi convidado a fazer várias viagens para ministrar na América. Os dois pregadores se tornaram amigos ao longo de toda vida. 
Meyer escreveu mais de 75 livros, incluindo biografias cristãs e comentários devocionais sobre a Bíblia. Em 1918, Meyer, juntamente com sete outros clérigos, também foi um dos signatários do Manifesto de Londres afirmando que a Segunda Vinda de Cristo era iminente. 
Uma biografia ilustrada de sua vida foi publicado em 1929, com uma nova edição, alguns anos depois. Em 2007 ocorreu o lançamento de uma nova biografia de Meyer, F.B. Meyer: If I had a hundred lives, escrito pelo professor Bob Holman e publicado pela Christian Focus.